# Adrián Domenech
Adrián Nestor Domenech (Buenos Aires, Argentina; 25 de marzo de 1959) es un exfutbolista argentino, surgido de las divisiones menores de Argentinos Juniors.

## Trayectoria como jugador
Llegó a la Primera de Argentinos Juniors en 1978, compartiendo plantel con Diego Maradona. Tardó muy poco en hacerse con la titularidad en el sector izquierdo de la defensa, y la conservaría por largos años. Luego de integrar el equipo subcampeón de 1980, registró un paso de un año por Independiente de Avellaneda. Regresó pronto a su casa y nuevamente obtuvo la titularidad, añadiéndole además la capitanía donde fue parte de él plantel multicampeón de 1984 y 1985.
Hasta 1987, registró 265 partidos y ocho tantos en Argentinos. Ese año, pasó a Boca Juniors por expreso pedido de Roberto Saporiti, quien acaba de convertirse en entrenador del equipo. Luego registró experiencias en el Gençlerbirliği de Turquía y en Platense, donde cerró su carrera en 1991. 

### Clubes
| Club               | País      | Año       |
| ------------------ | --------- | --------- |
| Argentinos Juniors | Argentina | 1978-1980 |
| Independiente      | Argentina | 1981      |
| Argentinos Juniors | Argentina | 1982-1987 |
| Boca Juniors       | Argentina | 1987-1989 |
| Gençlerbirliği     | Turquía   | 1990      |
| Platense           | Argentina | 1990      |

### Selección
Integró el combinado argentino que ganó la medalla de oro en los Juegos Suramericanos de 1986 y fue subcampeón del Torneo Preolímpico Sudamericano de 1988.

## Trayectoria como entrenador
Integró el cuerpo técnico de Sergio "Checho" Batista entre 2003 y 2004 en Argentinos Juniors donde lograron el ascenso a Primera División y en Nueva Chicago.
En 2005 y 2006 dirigió como dt principal también a Argentinos Juniors, logrando vencer a Huracán en la promoción por la Primera División.
Entre 2006 y 2010 se destacó como Coordinador de las divisiones juveniles del club de La Paternal y entre 2011 y 2013 de las de River Plate. 
En 2014, retornó a Argentinos Juniors como asistente técnico de Claudio Borghi en el cuerpo técnico del primer equipo.
En 2019 se sumaría como coordinador de las divisiones juveniles de Defensa y Justicia, y en 2025 retornó a Argentinos Juniors

## Palmarés

### Campeonatos nacionales
| Título           | Club               | País      | Año    |
| ---------------- | ------------------ | --------- | ------ |
| Primera División | Argentinos Juniors | Argentina | M-1984 |
| Primera División | Argentinos Juniors | Argentina | N-1985 |

### Copas internacionales
| Título              | Club               | Sede          | Año  |
| ------------------- | ------------------ | ------------- | ---- |
| Copa Libertadores   | Argentinos Juniors | Asunción      | 1985 |
| Copa Interamericana | Argentinos Juniors | Puerto España | 1986 |